# Breg, Rožek
Breg (nemško Frög) je naselje s slovenskim prebivalstvom v Rožu, v južnem delu Celovške kotline na nadmorski višini 475 mnm, 12 km jugovzhodno od Beljaka.

## Arheologija
Na gričevnatem gozdnem področju nad naseljem je ležalo halštatsko grobišče, ki je štelo preko 300 gomil. Prva arheološka raziskovanja tega področja segajo v 2. polovico 19. stoletja, zadnja pa so bila opravljena v letih 1962 - 1966 ob gradnji avtoceste. Najdišče pri Bregu se uvršča v t. i. jugovzhodno alpsko halštatsko kulturo in sicer v njeno koroško skupino, za katero je značilen žgani individualen pokop v gomili, za kulturno življenje pa močan vpliv iz Italije.